# Adunarea Legiuitoare
Adunarea Legiuitoare era o instituție parlamentară din Principatele Române. Istoria parlamentară a început în 1831 în Țara Românească când s-a adoptat Regulamentul Organic, aplicat și în Moldova în 1832.
Domnitorul Alexandru Ioan Cuza la 2 mai 1864 a dizolvat Adunarea Legiuitoare.
În februarie 1938 regele Carol al II-lea a impus un regim de monarhie autoritară, iar instituția parlamentară a devenit un organ decorativ, lipsit de principalele sale atribuții. 